# Interfax-Ukraine
L'agence de presse Interfax-Ukraine (en ukrainien : Інтерфакс-Україна) est une agence de presse ukrainienne basée à Kiev fondée en 1992. La société publie en ukrainien, en russe et en anglais.
L'entreprise possède un centre de presse de 50 places.

## Historique
Interfax a été créée le 24 novembre 1992, l'année suivant l'indépendance de l'Ukraine en 1991, par une équipe de 10 personnes à Kharkiv. En 1993, l'agence a déménagé à Kiev.